# 상비센트시

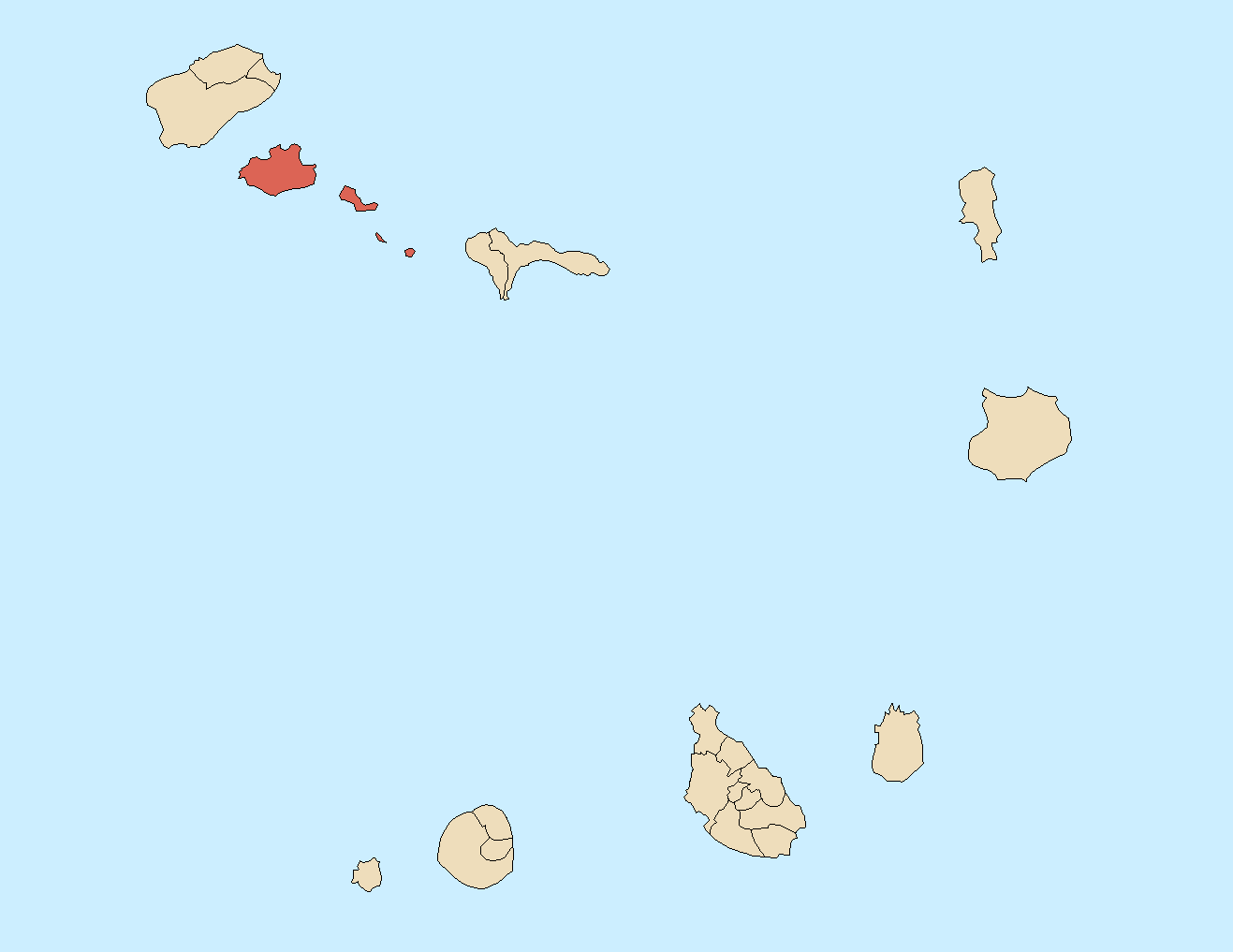
상비센트시의 위치

상비센트시(포르투갈어: São Vicente)는 카보베르데를 구성하는 22개 지방 자치체 가운데 하나로 상비센트섬과 산타루지아섬에 위치한다. 행정 중심지는 민델루이며 면적은 226.7km2, 인구는 74,986명(2010년 기준)이다. 1개 교구(노사세뇨라다루스(Nossa Senhora da Luz) 교구)를 관할한다.